# HP Compaq tc1100
L'HP Compaq tc1100 è un Tablet PC prodotto da Hewlett-Packard tra il 2004 ed il 2005. Rappresenta la versione aggiornata del modello Compaq tc1000 ed è stato il Tablet PC di maggior successo di sempre, arrivando a possedere siti dedicati e fan club.

## Caratteristiche tecniche
Il tc1100 è basato sulla piattaforma Intel Centrino ed è stato commercializzato utilizzando i processori Pentium M ULV con frequenza 1.0, 1.1 ed 1.2 GHz. È stata inoltre prodotta una versione più economica, dotata di processore Intel Celeron a 900 MHz.
Commercializzato con 256 o 512 MB di RAM, il sistema supporta fino a due GigaByte di RAM.
Lo schermo, in vetro temperato antigraffio, è da 10,2 pollici ed il digitalizzatore attivo, prodotto dalla giapponese Wacom, supporta 256 livelli di pressione.
Anche se con qualche limitazione dovute alla scheda grafica ormai obsoleta, il tc1100 è in grado di supportare Microsoft Windows 7..

## Un Tablet PC ibrido
Caratteristica principale del tc1100 è la sua forma, ripresa dal Compaq tc1000. La tastiera, staccabile dal Tablet PC vero e proprio, offre all'utente la possibilità di scegliere tra un Tablet PC convertibile od un più leggero e sottile Tablet PC puro.

## Presenza al cinema ed in televisione
L'HP Compaq tc1100 è forse il Tablet PC che compare in modo più massiccio all'interno di film e telefilm. Viene infatti usato nel film Collateral dal protagonista Vincent, interpretato da Tom Cruise; nel film Alien vs. Predator e nel film The Island. Viene inoltre usato nei telefilm House MD, Alias, 24, CSI: Miami, Las Vegas, Knight Rider e Bones; in quest'ultimo il Tablet PC viene occasionalmente utilizzato con funzione di futuristico quanto improbabile scanner.
Il tc1100 è anche comparso nel programma televisivo americano My Sweet 16 di MTV USA e nel The Daily Show di Jon Stewart; il tablet compare infine nel video introduttivo delle istruzioni di sicurezza a bordo dei voli della compagnia Singapore Airlines.